# ديفيد كمحي
ديفيد كمحي (بالعبرية: דוד קמחי‏) (و. 1928 – 2010 م) هو جاسوس ودبلوماسي من إسرائيل ولد في لندن، تقلد مناصب قيادية في وكالة المخابرات الإسرائيلية (الموساد) وفي وزارة الشؤون الخارجية في البلاد وكان متورط بشكل عميق في العديد من المؤامرات الخارجية لإسرائيل. انضم إلى الموساد عام 1953 وقضى سنوات عديدة في تنمية العلاقات في إفريقيا، ثم ترقى ليصبح نائب مدير الوكالة، ولعب كمحي دورًا رائدًا في العمليات التي قضت على النشطاء الفلسطينيين الذين قتلوا 11 رياضيًا إسرائيليًا في دورة الألعاب الأولمبية في ميونيخ عام 1972، وساعد في رعاية العلاقات الإسرائيلية السرية مع الكتائب المسيحية في لبنان. وفي عام 1980 استقال كمحي من الموساد وأصبح المدير العام لوزارة الخارجية، وقد دافع عن غزو إسرائيل للبنان في عام 1982 وكان كبير المفاوضين الإسرائيليين في المحادثات التي أنهت تلك الحرب. وفي عام 1985، أقنع كمحي الحكومة الأمريكية بترتيب قيام إسرائيل بتزويد إيران بأسلحة مضادة للدبابات - في انتهاك لحظر الأسلحة الدولي المفروض على إيران - في محاولة لتيسير الطريق لإطلاق سراح الرهائن الأمريكيين الذين تم أسرهم واحتجازهم في لبنان، وكانت هذه بداية قضية إيران - كونترا في الولايات المتحدة وقد ترك كمحي الوزارة في عام 1987. وكان كمحي أحد المؤسسين (عام 1997) للتحالف الدولي للسلام العربي الإسرائيلي وعمل رئيسًا لمجلس العلاقات الخارجية الإسرائيلي.

## مذكراته
توجد مذكرات ديفيد كمحي بعنوان  (الخيار الأخير 1967 - 1991 - ديفيد كيمحي)

## مناصب وهيئات
أدار موساد.